# Liste der Staatsoberhäupter 1697
Übersicht
◄◄ | ◄ | 1693 | 1694 | 1695 | 1696 | Liste der Staatsoberhäupter 1697 | 1698 | 1699 | 1700 | 1701 | ► | ►►

Weitere Ereignisse

## Afrika
- Äthiopien
  - Kaiser (Negus Negest): Iyasu I. (1682–1706)

- Bamum (im heutigen Kamerun)
  - König: Kouotou (1672–1757)

- Bornu (im heutigen Niger) Sefuwa-Dynastie
  - König/Mai: Dunama VII. (1696–1715)

- Burundi
  - König: Ntare III. Rushatsi (um 1680–um 1709)

- Dahomey
  - König: Houessou Akaba (1685–1708)

- Jolof (im heutigen Senegal)
  - Buur-ba Jolof: Bakar Penda (1670–1711)

- Kano
  - König: Dadi (1670–1703)

- Marokko (Alawiden)
  - Sultan: Mulai Ismail (1672–1727)

- Munhumutapa-Reich
  - Herrscher: Nyamaende Mhande (1694–1707)

- Ruanda
  - König: Yuhi III. (1696–1720)

- Sultanat von Sannar (im heutigen Sudan)
  - Sultan: Badi III. (1692–1716)

## Amerika
- Neufrankreich
  - Generalgouverneur: Louis de Buade (1672–1682, 1689–1698)

- Ruperts Land
  - Gouverneur: William Trumbull (1696–1700)

- Brasilien
  - Generalgouverneur: João de Lencastre (1694–1702)

- Vizekönigreich Neuspanien
  - Vizekönig: José Sarmiento Valladares (1696–1701)

- Vizekönigreich Peru
  - Vizekönig: Melchor Portocarrero Lasso de la Vega (1689–1705) (1686–1688 Vizekönig von Neuspanien)

## Asien
- Birma
  - Arakan
    - König: Mayonpiya (1696–1697)
    - König: Kalagandat (1697–1698)

  - Taungu
    - König: Minrekyawdin (1673–1698)

- Brunei
  - Sultan: Nassaruddin (1690–1705)

- China (Qing-Dynastie)
  - Kaiser: Kang Hi (1661–1722)

- Georgien
  - Imeretien
    - König: Giorgi V. Gotschia (1696–1698)

  - Kartlien
    - König: Erakle I. (1688–1703)

  - Mingrelien
    - Fürst: Giorgi IV. Txikovani (1691–1715)

- Indien
  - Ahom (im heutigen Assam)
    - König: Sukhrungphaa (1696–1714)

  - Madurai
    - Nayak: Mangammal (1689–1704)

  - Mogulreich
    - Großmogul: Aurangzeb (1658–1707)

  - Mysore (im heutigen Karnataka)
    - Maharaja: Chikka Devaraja (1673–1704)

  - Portugiesisch-Indien
    - Vizekönig: Pedro António de Meneses Noronha de Albuquerque (1692–1697) (1714–1718 Vizekönig von Brasilien)
    - Vizekönig: António Luís Coutinho da Câmara (1697–1701) (1690–1694 Gouverneur von Brasilien)

- Indonesien
  - Aceh
    - Sultan: Kamalat Shah Zinat ud-Din (1688–1699)

  - Johor
    - Sultan: Mahmud Shah II. (1685–1699)

  - Niederländisch-Indien
    - Generalgouverneur: Willem van Outhoorn (1691–1704)

- Japan
  - Kaiser (Tennō): Higashiyama (1687–1709)
  - Shōgun: Tokugawa Tsunayoshi (1680–1709)

- Kambodscha
  - König: Outey I. (1695–1699)

- Kasachen-Khanat
  - Khan: Tawke Khan (1680–1715)

- Korea (Joseon-Dynastie)
  - König: Sukjong (1674–1720)

- Lan Xang (im heutigen Laos)
  - König: Nan Tharat (1695–1698)

- Nepal
  - Bhaktapur
    - König: Bhupatindra Malla (1696–1722)

  - Kantipur
    - König: Bhupalendra Malla (1687–1700)

  - Lalitpur
    - König: Yoga Narendra Malla (1685–1705)

- Persien (Safawiden-Dynastie)
  - Schah: Hosein (1694–1722)

- Philippinen
  - Maguindanao
    - Sultan: Barahaman (1678–1699)

  - Sulu
    - Sultan: Shahabud-Din (1685–1710)

- Sri Lanka
  - Kandy
    - König: Vimala Dharma Surya II. (1687–1707)

  - Niederländisch-Ceylon
    - Gouverneur: Thomas van Rhee (1692–1697)
    - Gouverneur: Gerrit de Heere (1697–1702)

- Thailand (Ayutthaya)
  - König: Phetracha (1688–1703)

- Vietnam
  - Lê-Dynastie
    - König: Lê Gia Tông (1675–1705)

  - Nguyen (im Süden Vietnams)
    - Herrscher: Nguyễn Phúc Chu (1691–1725)

  - Trinh
    - Herrscher: Trịnh Con (1682–1709)

## Europa
- Andorra
  - Co-Fürsten:
    - König von Frankreich: Ludwig XIV. (1643–1715)
    - Bischof von Urgell: Julià Cano Thebar (1695–1714)

- Dänemark und Norwegen
  - König: Christian V. (1670–1699)

- England, Irland und Schottland
  - König: Wilhelm III. (1689–1702) (1690–1702 in Irland, 1672–1702 Statthalter der Niederlande, 1696–1702 Statthalter von Drenthe, 1672–1702 Statthalter von Holland, Seeland und Utrecht, 1675–1702 Statthalter von Overijssel)

- Frankreich
  - König: Ludwig XIV. (1643–1715)

- Heiliges Römisches Reich
  - König und Kaiser: Leopold I. (1658–1705) (1657–1705 König von Böhmen, 1657–1705 Erzherzog von Österreich, 1657–1705 König von Ungarn)
  - Kurfürstenkollegium
    - Fürsterzbistum Köln
      - Kurfürst: Joseph Clemens von Bayern (1688–1723) (1685–1694 Bischof von Freising, 1702–1723 Bischof von Hildesheim, 1694–1723  Bischof von Lüttich, 1685–1716 Bischof von Regensburg, 1688–1723 Propst von Berchtesgaden)

    - Fürsterzbistum Mainz
      - Kurfürst: Lothar Franz von Schönborn (1695–1729) (1693–1729 Bischof von Bamberg)

    - Fürsterzbistum Trier
      - Kurfürst: Johann VIII. Hugo von Orsbeck (1676–1711) (1675–1711 Bischof von Speyer)

    - Herzogtum Bayern
      - Kurfürst: Maximilian II. Emanuel (1679–1726) (1692–1706 Statthalter der Spanischen Niederlande)

    - Königreich Böhmen
      - Kurfürst: Leopold I. (1657–1705) (1658–1705 Kaiser, 1657–1705 Erzherzog von Österreich, 1657–1705 König von Ungarn)

    - Markgrafschaft Brandenburg
      - Kurfürst: Friedrich III. (1688–1713) (1688–1701 Herzog von Preußen, 1701–1713 König in Preußen)

    - Kurfürstentum Braunschweig-Lüneburg
      - Kurfürst: Ernst August (Hannover) (1692–1698) (1679–1698 Herzog von Braunschweig-Calenberg, 1661–1698 Bischof von Osnabrück)

    - Pfalzgrafschaft bei Rhein
      - Kurfürst: Johann Wilhelm (1690–1716) (1679–1716 Herzog von Jülich und Berg)

    - Herzogtum Sachsen
      - Kurfürst: Friedrich August I. (1694–1733) (1697–1704, 1709–1733 König von Polen und Großherzog von Litauen)

  - geistliche Reichsfürsten
    - Hochstift Augsburg
      - Bischof: Alexander Sigismund von der Pfalz (1690–1737)

    - Hochstift Bamberg
      - Bischof: Lothar Franz von Schönborn (1693–1729) (1695–1729 Erzbischof von Mainz)

    - Hochstift Basel
      - Bischof: Wilhelm Jakob Rink von Baldenstein (1693–1705)

    - Fürstpropstei Berchtesgaden
      - Propst: Joseph Clemens von Bayern (1688–1723) (1688–1723 Erzbischof von Köln, 1685–1694 Bischof von Freising, 1702–1723 Bischof von Hildesheim, 1694–1723 Bischof von Lüttich, 1685–1716 Bischof von Regensburg)

    - Hochstift Brixen
      - Bischof: Johann Franz Khuen von Belasi (1685–1702)

    - Erzstift Cambrai
      - Erzbischof: François de Salignac de La Mothe-Fénelon (1695–1715)

    - Hochstift Chur
      - Bischof: Ulrich VII. von Federspiel (1692–1728)

    - Abtei Corvey
      - Abt: Florenz von dem Felde (1696–1714)

    - Balleien des Deutschen Ordens
      - Hochmeister: Franz Ludwig von der Pfalz (1694–1732) (1729–1732 Erzbischof von Mainz, 1716–1729 Erzbischof von Trier, 1694–1732 Bischof von Worms, 1694–1732 Propst von Ellwangen)

    - Hochstift Eichstätt
      - Bischof: Johann Euchar Schenk von Castell (1685–1697)
      - Bischof: Johann Martin von Eyb (1697–1704)

    - Fürstpropstei Ellwangen
      - Propst: Franz Ludwig von der Pfalz (1694–1732) (1729–1732 Erzbischof von Mainz, 1716–1729 Erzbischof von Trier, 1694–1732 Bischof von Worms, 1694–1732 Hochmeister des Deutschen Ordens)

    - Hochstift Freising
      - Bischof: Johann Franz Eckher von Kapfing und Liechteneck (1695–1727)

    - Abtei Fulda
      - Abt: Placidus von Droste (1678–1700)

    - Hochstift Hildesheim
      - Bischof: Jobst Edmund von Brabeck (1688–1702)

    - Fürststift Kempten
      - Abt: Rupert von Bodman (1678–1728)

    - Hochstift Konstanz
      - Bischof: Marquard Rudolf von Rodt (1689–1704)

    - Hochstift Lübeck (1555–1803 evangelische Administratoren)
      - Administrator: August Friedrich von Schleswig-Holstein-Gottorf (1666–1705)

    - Hochstift Lüttich
      - Bischof: Joseph Clemens von Bayern (1694–1723) (1688–1723 Erzbischof von Köln, 1685–1694 Bischof von Freising, 1702–1723 Bischof von Hildesheim, 1685–1716 Bischof von Regensburg, 1688–1723 Propst von Berchtesgaden)

    - Hochstift Münster
      - Bischof: Friedrich Christian von Plettenberg (1688–1706)

    - Hochstift Osnabrück (1662–1802 abwechselnd katholische und lutherische Bischöfe)
      - Bischof: Ernst August von Braunschweig-Lüneburg (1662–1698) (1692–1698 Kurfürst von Braunschweig-Lüneburg, 1669–1698 Herzog von Braunschweig-Calenberg)

    - Hochstift Paderborn
      - Bischof: Hermann Werner von Wolff-Metternich zur Gracht (1683–1704)

    - Hochstift Passau
      - Bischof: Johann Philipp von Lamberg (1689–1712)

    - Hochstift Regensburg
      - Bischof: Joseph Clemens von Bayern (1685–1716) (1688–1723 Erzbischof von Köln, 1685–1694 Bischof von Freising, 1702–1723 Bischof von Hildesheim, 1694–1723 Bischof von Lüttich, 1688–1723 Propst von Berchtesgaden)

    - Erzstift Salzburg
      - Erzbischof: Johann Ernst von Thun und Hohenstein (1687–1709)

    - Hochstift Speyer
      - Bischof: Johann Hugo von Orsbeck (1675–1711) (1676–1711 Erzbischof von Trier)

    - Abtei Stablo-Malmedy
      - Abt: Wilhelm Egon von Fürstenberg (1682–1704) (1682–1704 Bischof von Straßburg)

    - Hochstift Straßburg
      - Bischof: Wilhelm Egon von Fürstenberg (1682–1704) (1682–1704 Abt von Stablo und Malmedy)

    - Hochstift Trient
      - Bischof: Johann Michael von Spaur und Valör (1696–1725)

    - Hochstift Worms
      - Bischof: Franz Ludwig von der Pfalz (1694–1732) (1729–1732 Erzbischof von Mainz, 1716–1729 Erzbischof von Trier, 1694–1732 Propst von Ellwangen, 1694–1732 Hochmeister des Deutschen Ordens)

    - Hochstift Würzburg
      - Bischof: Johann Gottfried von Guttenberg (1684–1698)

  - weltliche Reichsfürsten
    - Fürstentum Anhalt
      - Anhalt-Bernburg
        - Fürst: Viktor I. Amadeus (1656–1718)

      - Fürstentum Anhalt-Dessau
        - Fürst: Leopold I. (1693–1747) (1693–1698 unter Vormundschaft)
        - Regentin: Henriette Catharina von Oranien-Nassau (1693–1698)

      - Anhalt-Harzgerode
        - Fürst: Wilhelm (1670–1709)

      - Fürstentum Anhalt-Köthen
        - Fürst: Emanuel Lebrecht (1671–1704) (bis 1692 unter Vormundschaft)

      - Anhalt-Zerbst
        - Fürst: Karl Wilhelm (1667–1718) (1667–1674 unter Vormundschaft)

    - Arenberg
      - Herzog: Leopold Philipp (1691–1754)

    - Markgrafschaft Baden
      - Baden-Baden
        - Markgraf: Ludwig Wilhelm (1677–1707)

      - Baden-Durlach
        - Markgraf: Friedrich VII. Magnus (1677–1709)

    - Brandenburg-Ansbach
      - Markgraf: Georg Friedrich II. (1692–1703)

    - Brandenburg-Bayreuth
      - Markgraf: Christian Ernst (1655–1712)

    - Braunschweig-Lüneburg
      - Lüneburg
        - Herzog: Georg Wilhelm (1665–1705) (1648–1665 Herzog von Braunschweig-Calenberg-Göttingen)

      - Wolfenbüttel (1685–1704 gemeinsame Herrschaft)
        - Herzog: Rudolf August (1666–1704)
        - Herzog: Anton Ulrich (1685–1714)

    - Hessen-Darmstadt
      - Landgraf: Ernst Ludwig (1678–1739)

    - Hessen-Kassel
      - Landgraf: Karl (1670–1730) (bis 1675 unter Vormundschaft)

    - Hohenzollern-Hechingen
      - Fürst: Friedrich Wilhelm (1671–1735)

    -  Hohenzollern-Sigmaringen
      - Fürst: Meinrad II. (1689–1715)

    - Jülich und Berg
      - Herzog: Johann Wilhelm II. (1679–1716) (1690–1716 Kurfürst der Pfalz, 1690–1716 Herzog von Pfalz-Neuburg)

    - Leuchtenberg
      - Herzog: Maximilian Philipp Hieronymus (1650–1705)

    - Liechtenstein
      - Fürst: Hans Adam I. (1684–1712)

    - Lothringen (1670–1697 von Frankreich besetzt)
      - Herzog: Leopold (1697–1729)

    - Herzogtum Mecklenburg
      - Herzog: Friedrich Wilhelm I. (1692–1713)

    - Nassau
      - Ottonische Linie
        - Nassau-Diez
          - Fürst: Johann Wilhelm Friso (1696–1711) (1696–1711 Statthalter von Friesland un Groningen)

        - Nassau-Dillenburg
          - Fürst: Heinrich (1662–1701)

        - Nassau-Hadamar
          - Fürst: Franz Alexander (1679–1711)

        - Nassau-Siegen (katholische Linie)
          - Fürst: Johann Franz Desideratus (1638–1699) (bis 1652 Graf)

        - Nassau-Siegen (reformierte Linie)
          - Fürst: Johann Franz Desideratus (1691–1699)

      - Walramische Linie
        - Nassau-Idstein
          - Fürst: Georg August (1677–1721) (bis 1688 Graf)

        - Nassau-Usingen
          - Fürst: Walrad (1659–1702) (bis 1688 Graf, 1640–1659 Graf von Nassau-Saarbrücken)

        - Nassau-Weilburg
          - Fürst: Johann Ernst (1675–1719) (bis 1688 Graf)

    - Österreich
      - Erzherzog: Leopold V. (1657–1705) (1658–1705 Kaiser, 1657–1705 König von Böhmen, 1657–1705 König von Ungarn)

    - Ostfriesland
      - Fürst: Christian Eberhard (1665–1708) (bis 1690 unter Vormundschaft)

    - Pfalz-Neuburg
      - Herzog: Johann Wilhelm (1690–1716) (1690–1716 Kurfürst der Pfalz, 1679–1716 Herzog von Jülich und Berg)

    - Pfalz-Sulzbach
      - Herzog: Christian August (1656–1708)

    - Pfalz-Zweibrücken
      - Herzog: Karl I. (1681–1697) (1660–1697 König von Schweden)
      - Herzog: Karl II. (1697–1718) (1697–1718 König von Schweden)

    - Herzogtum Sachsen
      - Sachsen-Coburg
        - Herzog: Albrecht (1680–1699) (1675–1680 Herzog von Sachsen-Gotha-Altenburg)

      - Sachsen-Eisenach
        - Herzog: Johann Georg II. (1686–1698)

      - Sachsen-Eisenberg
        - Herzog: Christian (1680–1707) (1675–1680 Herzog von Sachsen-Gotha-Altenburg)

      - Sachsen-Gotha-Altenburg
        - Herzog: Friedrich II. (1691–1732)

      - Sachsen-Hildburghausen
        - Herzog: Ernst (1680–1715) (1675–1680 Herzog von Sachsen-Gotha-Altenburg)

      - Sachsen-Meiningen
        - Herzog: Bernhard I. (1680–1706) (1675–1680 Herzog von Sachsen-Gotha-Altenburg)

      - Sachsen-Römhild
        - Herzog: Heinrich (1680–1710) (1675–1680 Herzog von Sachsen-Gotha-Altenburg)

      - Sachsen-Saalfeld
        - Herzog: Johann Ernst (1680–1729) (1675–1680 Herzog von Sachsen-Gotha-Altenburg)

      - Sachsen-Weimar
        - Herzog: Johann Ernst III. (1683–1707)

    - Schleswig-Holstein-Gottorf
      - Herzog: Friedrich IV. (1695–1702)

    - Schleswig-Holstein-Sonderburg-Augustenburg
      - Herzog: Ernst August (1692–1731)

    - Schleswig-Holstein-Sonderburg-Beck
      - Herzog: Friedrich Wilhelm I. (1689–1719)

    - Schleswig-Holstein-Sonderburg-Franzhagen
      - Herzog: Christian Adolf I. (1653–1667/1702) (verliert 1667 Sonderburg an Dänemark, 1676–1702 Herzog von Schleswig-Holstein-Sonderburg-Franzhagen)

    - Schleswig-Holstein-Sonderburg-Glücksburg
      - Herzog: Christian (1663–1698)

    - Schleswig-Holstein-Sonderburg-Plön
      - Herzog: Johann Adolf (1671–1704)
      - Schleswig-Holstein-Sonderburg-Plön-Norburg
        - Herzog: August (1671–1699)

      - Schleswig-Holstein-Sonderburg-Plön-Rethwisch
        - Herzog: Joachim Ernst II. (1671–1700)

    - Schleswig-Holstein-Sonderburg-Wiesenburg
      - Herzog: Friedrich (1689–1724)

    - Schwarzburg-Arnstadt
      - Fürst: Anton Günther II. (1681–1716) (bis 1697 Graf, 1666–1681 Graf von Schwarzburg-Sondershausen)

    - Schwarzburg-Sondershausen
      - Fürst: Christian Wilhelm (1666–1720) (bis 1697 Graf)

    - Württemberg
      - Herzog: Eberhard Ludwig (1677–1733) (1677–1693 unter Vormundschaft)

  - sonstige Reichsstände (Auswahl)
    - Hanau
      - Hanau-Lichtenberg
        - Graf: Johann Reinhard III. (1685–1736) (1712–1736 Graf von Hanau-Münzenberg)

      - Hanau-Münzenberg
        - Graf: Philipp Reinhard (1685–1712)

    - Lippe
      - Lippe-Biesterfeld
        - Graf: Rudolf Ferdinand (1678–1736)

      - Lippe-Brake
        - Graf: Rudolph (1692–1707)

      - Lippe-Detmold
        - Graf: Simon Heinrich (1665–1697)
        - Graf: Friedrich Adolf (1697–1718)

    - Nassau
      - Walramische Linie
        - Nassau-Ottweiler
          - Graf: Friedrich Ludwig (1690–1728) (1723–1728 Graf von Nassau-Saarbrücken)

        - Nassau-Saarbrücken
          - Graf: Ludwig Kraft (1677–1713)

    - Ortenburg
      - Graf: Georg Philipp (1684–1702)

    - Reuß
      - Reuß ältere Linie
        - Reuß-Burgk (fällt an Reuß-Untergreiz)
          - Graf: Heinrich II. (1668–1697) (166–1668 Herr von Reuß-Untergreiz, bis 1673 Herr)

        - Reuß-Dölau
          - Graf: Heinrich XVI. (1694–1698) (1681–1694 Graf von Reuß-Obergreiz)

        - Reuß-Obergreiz
          - Graf: Heinrich VI. (1681–1697)
          - Graf: Heinrich I. (1697–1714)

        - Reuß-Rothenthal
          - Graf: Heinrich V. (1668–1698) (1667–1668 Herr von Reuß-Untergreiz, bis 1673 Herr)

        - Reuß-Untergreiz
          - Graf: Heinrich XIII. (1675–1733)

      - Reuß jüngere Linie
        - Reuß-Ebersdorf
          - Graf: Heinrich X. (1678–1711) (1671–1673 Herr von Reuß-Lobenstein, 1673–1678 Graf von Reuß-Lobenstein)

        - Reuß-Gera
          - Graf: Heinrich XVIII. (1686–1735)

        - Reuß-Hirschberg
          - Graf: Heinrich VIII. (1678–1711) (1671–1673 Herr von Reuß-Lobenstein, 1673–1678 Graf von Reuß-Lobenstein)

        - Reuß-Lobenstein
          - Graf: Heinrich III. (1671–1710) (bis 1673 Herr)

        - Reuß-Schleiz
          - Graf: Heinrich XI. (1692–1726)

    - Schaumburg-Lippe
      - Graf: Friedrich Christian (1681–1728)

    - Schwarzburg-Rudolstadt
      - Graf: Albert Anton (1646–1710)

    - Waldeck-Eisenberg
      - Graf: Heinrich Wolrad (1645–1664)

    - Waldeck-Wildungen
      - Graf: Christian Ludwig (1645–1706)

- Italienische Staaten
  - Genua
    - Doge: Bendinelli Negrone (1695–1697)
    - Doge: Francesco Maria Sauli (1697–1699)

  - Guastalla
    - Herzog: Vincenzo Gonzaga (1692–1714)

  - Kirchenstaat
    - Papst: Innozenz XII. (1691–1700)

  - Mailand (1535–1706 zu Spanien)
    - Herzog: Karl II. von Spanien (1665–1700)
      - Gouverneur: Diego Felipe de Guzmán (1691–1698)

  - Mantua (1533–1708 Personalunion mit Montferrat)
    - Herzog: Ferdinando Carlo Gonzaga (1665–1708) (1678–1692 Herzog von Guastalla)

  - Massa und Carrara
    - Herzog: Carlo II. Cibo-Malaspina (1690–1710)

  - Mirandola
    - Herzog: Francesco Maria Pico (1691–1708)

  - Modena und Reggio
    - Herzog: Rinaldo d’Este (1694–1737)

  - Montferrat (1533–1708 Personalunion mit Mantua)
    - Herzog: Ferdinando Carlo Gonzaga (1665–1708) (1678–1692 Herzog von Guastalla)

  - Neapel (1503–1707/14 zu Aragon bzw. Spanien)
    - König: Karl II. von Spanien (1665–1700)
      - Vizekönig: Luis Francisco de la Cerda (1695–1702)

  - Parma und Piacenza
    - Herzog: Francesco Farnese (1694–1727)

  - Piombino
    - Fürst: Giovan Battista Ludovisi (1664–1699)

  - San Marino
    - Capitani Reggenti: Gio. Antonio Belluzzi (1686–1687, 1690, 1696–1697, 1702–1703, 1709–1710, 1713) und Ottavio Leonardelli (1685, 1690–1691, 1696–1697, 1700–1701, 1704, 1717–1718)
    - Capitani Reggenti: Giambattista Tosini (1666, 1669–1670, 1673–1674, 1677, 1680–1681, 1697, 1704–1705) und Marino Beni (1691–1692, 1697, 1700–1701, 1718, 1722, 1725–1726)
    - Capitani Reggenti: Giuliano Belluzzi (1684, 1687–1688, 1693–1694, 1697–1698, 1701–1702, 1708, 1713–1714, 1718) und Melchiorre Martelli (1680–1681, 1685, 1690, 1693–1694, 1697–1698, 1702, 1705–1706, 1710)

  - Savoyen
    - Herzog: Viktor Amadeus II. (1675–1720, 1730–1732) (1713–1720 König von Sizilien, 1720–1730 König von Sardinien)

  - Sizilien (1412–1713 zu Aragon bzw. Spanien)
    - König: Karl II. von Spanien (1665–1700)
      - Vizekönig: Pedro Manuel Colón de Portugal (1696–1701) (1706–1709 Vizekönig von Sardinien)

  - Toskana
    - Großherzog: Cosimo III. de’ Medici (1670–1723)

  - Venedig
    - Doge: Silvestro Valier (1694–1700)

- Khanat der Krim
  - Khan: Selim I. Giray (1671–1678, 1684–1691, 1692–1699, 1702–1704)

- Kurland
  - Herzog: Friedrich Kasimir Kettler (1682–1698)

- Malta
  - Großmeister: Adrien de Wignacourt (1690–1697)
  - Großmeister: Ramon Perellos y Roccaful (1697–1720)

- Moldau (unter osmanischer Oberherrschaft)
  - Fürst: Antioh Cantemir (1695–1700, 1705–1707)

- Monaco
  - Fürst: Louis I. (1662–1701)

- Niederlande
  - Republik der Sieben Vereinigten Provinzen
    - Drenthe
      - Liste der Statthalter in den Niederlanden#Statthalter von Friesland:  Wilhelm III. von Oranien (1696–1702) (1689–1702 König von England, Irland  und Schottland, 1672–1702 Statthalter von Holland, Seeland und Utrecht, 1675–1702 Statthalter von Overijssel)

    - Friesland
      - Statthalter: Johann Wilhelm Friso von Nassau-Diez (1696–1711) (1696–1711 Statthalter von Groningen, 1696–1711 Fürst von Nassau-Dietz)
      - Regentin: Henriette Amalie von Anhalt-Dessau (1696–1707)

    - Groningen
      - Statthalter: Johann Wilhelm Friso von Nassau-Diez (1696–1711) (1696–1711 Statthalter von Friesland, 1696–1711 Fürst von Nassau-Dietz)
      - Regentin: Henriette Amalie von Anhalt-Dessau (1696–1707)

    - Holland und Zeeland
      - Statthalter:  Wilhelm III. von Oranien (1672–1702) (1689–1702 König von England, Irland  und Schottland, 1696–1702 Statthalter von Drenthe, 1675–1702 Statthalter von Overijssel, 1672–1702 Statthalter von Utrecht)

    - Overijssel und Gelderland
      - Statthalter:  Wilhelm III. von Oranien (1675–1702) (1689–1702 König von England, Irland  und Schottland, 1696–1702 Statthalter von Drenthe, 1672–1702 Statthalter von Holland, Seeland und Utrecht)

    - Utrecht
      - Statthalter:  Wilhelm III. von Oranien (1672–1702) (1689–1702 König von England, Irland  und Schottland, 1696–1702 Statthalter von Drenthe, 1672–1702 Statthalter von Holland und Seeland, 1675–1702 Statthalter von Overijssel)

  - Spanische Niederlande (bis 1714/95 formal Bestandteil des Heiligen Römischen Reichs)
    - Statthalter: Maximilian II. Emanuel von Bayern (1692–1706) (1679–1726 Kurfürst von Bayern)

- Osmanisches Reich
  - Sultan: Mustafa II. (1695–1703)

- Polen
  - König: August II. der Starke (1697–1704, 1709–1733) (1694–1733 Kurfürst von Sachsen)

- Portugal
  - König: Peter II. (1683–1706) (1667–1683 Regent)

- Preußen
  - Herzog: Friedrich (1688–1713) (ab 1701 König in Preußen) (1688–1713 Kurfürst von Brandenburg)

- Russland
  - Zar: Peter I. (1682–1725)

- Schweden
  - König: Karl XI. (1660–1697) (1681–1697 Herzog von Pfalz-Zweibrücken)
  - König: Karl XII. (1697–1718) (1697–1718 Herzog von Pfalz-Zweibrücken)

- Spanien
  - König: Karl II. (1665–1700)

- Ungarn
  - König: Leopold I. (1657–1705) (1658–1705 Kaiser, 1657–1705 König von Böhmen, 1657–1705 Erzherzog von Österreich)

- Walachei (unter osmanischer Oberherrschaft)
  - Fürst: Constantin Brâncoveanu (1688–1714)